# Curtis Cup
De Curtis Cup is een golfwedstrijd tussen teams van de beste vrouwelijke amateurgolfers uit de Verenigde Staten enerzijds en het Verenigd Koninkrijk en Ierland anderzijds. Er wordt sinds 1932 om gespeeld op de even jaartallen. De tegenhanger voor de heren is de Walker Cup, deze wordt verspeeld op de oneven jaren.

## Geschiedenis
De Curtis Cup is beschikbaar gesteld door Harriet en Margaret Curtis, twee Amerikaanse zusters die ieder amateur dameskampioen van de Verenigde Staten waren, Harriot in 1906 en Margaret in 1907, 1911 en 1912. Toen zij deelnamen aan het Brits Amateur in 1905, werd daarnaast een onofficiële wedstrijd gespeeld door deelnemers uit Amerika en uit Groot-Brittannië.
Het was een groot succes en vanaf 1924 werd besproken om officieel een dergelijk evenement te organiseren.
Dit was voor de zusters Curtis aanleiding om in 1927 de Curtis Cup aan te bieden. De Cup is gegraveerd met de volgende tekst: "To stimulate friendly rivalry among the women golfers of many lands".
Pas in 1931 kwamen de Engelse en Amerikaanse golffederaties tot overeenstemming het toernooi samen te organiseren. Aangezien er veel golfspelende Britten aan de kust in Frankrijk woonden, werd ook de Franse federatie uitgenodigd deel te nemen, maar die zagen ervan af. Voor het eerst werd om de Curtis Cup gespeeld in 1932 op The Wentworth Club in Engeland. Het Amerikaanse team won.
Om de Curtis Cup wordt in de even jaren gespeeld, beurtelings in Amerika en Groot-Brittannië of Ierland. De teams bestaan uit acht speelsters. In 2004 was de 14-jarige Michelle Wie de jongste Amerikaanse deelneemster ooit, in 2008 was de 15-jarige Schotse Carly Booth de jongste deelneemster ooit uit het andere team.

## Formule
- Er wordt meatchplay gespeeld. Een gewonnen partij levert een punt op voor het team, een gelijke stand na 18 holes levert voor beide teams een halve punt op.
- Er worden singles en foursomes gespeeld, daaraan is in 2008 de fourball aan toegevoegd.

Als aan het einde van het evenement de stand gelijk is blijft de Cup bij de vorige winnaar, net als bij de Ryder Cup.
In 1932 bestond het evenement uit één dag. 's Ochtends werden drie foursomes gespeeld, 's middags zes singles. Er waren dus negen punten te verdelen. In 1964 werd het evenement uitgebreid tot twee dagen en werden er 18 punten verdeeld. In 2008 zijn de fourballs toegevoegd zodat het evenement nu drie dagen duurt. De eerste twee dagen worden er voortaan drie foursomes en drie fourballs gespeeld, de derde dag staan acht singles op het programma, dan spelen dus alle leden van het team. Er zijn nu twintig punten te verdelen.

## Uitslagen
| Jaar                                                   | Baan                                                                    | Winnend team                   | Score | Score | Verliezend team                | Captains                                                               |
| ------------------------------------------------------ | ----------------------------------------------------------------------- | ------------------------------ | ----- | ----- | ------------------------------ | ---------------------------------------------------------------------- |
| 2012                                                   | Nairn Golf Club Inverness, Schotland                                    | Verenigd Koninkrijk en Ierland | 10½   | 9½    | Verenigde Staten               | Verenigde Staten Pat Cornett Wales Tegwen Matthews                     |
| 2010                                                   | Essex County Club Manchester, Massachusetts, VS                         | Verenigde Staten               | 12½   | 7½    | Verenigd Koninkrijk en Ierland | Verenigde Staten Noreen Mohler Ierland Mary McKenna                    |
| 2008                                                   | St Andrews Links St Andrews, Fife, Schotland                            | Verenigde Staten               | 13    | 7     | Verenigd Koninkrijk en Ierland | USA Carol Semple Thompson Ierland Mary McKenna                         |
| 2006                                                   | Bandon Dunes Golf Resort Bandon, Oregon, VS                             | Verenigde Staten               | 11½   | 6½    | Verenigd Koninkrijk en Ierland | Verenigde Staten Carol Semple Thompson Ierland Ada O'Sullivan          |
| 2004                                                   | Formby Golf Club Merseyside, Engeland                                   | Verenigde Staten               | 10    | 8     | Verenigd Koninkrijk en Ierland | Verenigde Staten Martha Kirouac Ierland Ada O'Sullivan                 |
| 2002                                                   | Fox Chapel Golf Club Pittsburgh, Pennsylvania, VS                       | Verenigde Staten               | 11    | 7     | Verenigd Koninkrijk en Ierland | Verenigde Staten Mary Budke Engeland Pam Benka                         |
| 2000                                                   | Ganton Golf Club Ganton, Engeland                                       | Verenigde Staten               | 10    | 8     | Verenigd Koninkrijk en Ierland | Verenigde Staten Jane Bastanchury-Booth Engeland Claire Dowling        |
| 1998                                                   | Minikahda Club Minneapolis, Minnesota, VS                               | Verenigde Staten               | 10    | 8     | Verenigd Koninkrijk en Ierland | Verenigde Staten Barbara McIntire Ierland Ita Butler                   |
| 1996                                                   | Killarney Golf Club Killarney, Ierland                                  | Verenigd Koninkrijk en Ierland | 11½   | 6½    | Verenigde Staten               | Verenigde Staten Martha Lang Ierland Ita Butler                        |
| 1994                                                   | The Honors Course Chattanooga, Tennessee, VS                            | Verenigd Koninkrijk en Ierland | 9     | 9     | Verenigde Staten               | Verenigde Staten Lancy Smith Engeland Elizabeth Boatman OBE            |
| 1992                                                   | Royal Liverpool Golf Club Hoylake, Engeland                             | Verenigd Koninkrijk en Ierland | 10    | 8     | Verenigde Staten               | Verenigde Staten Judy Oliver Engeland Elizabeth Boatman OBE            |
| 1990                                                   | Somerset Hills Country Club Bernardsville, New Jersey, VS               | Verenigde Staten               | 14    | 4     | Verenigd Koninkrijk en Ierland | Verenigde Staten Leslie Shannon Engeland Jill Thornhill                |
| 1988                                                   | Royal St George's Golf Club Sandwich, Kent, Engeland                    | Verenigd Koninkrijk en Ierland | 11    | 7     | Verenigde Staten               | Verenigde Staten Judy Bell EngelandDiane Bailey MBE                    |
| 1986                                                   | Prairie Dunes Country Club Hutchinson, Kansas, VS                       | Verenigd Koninkrijk en Ierland | 13    | 5     | Verenigde Staten               | Verenigde Staten Judy Bell Engeland Diane Bailey MBE                   |
| 1984                                                   | Muirfield Schotland                                                     | Verenigde Staten               | 9½    | 8½    | Verenigd Koninkrijk en Ierland | Verenigde Staten Phyllis Preuss Engeland Diane Bailey MBE              |
| 1982                                                   | Denver Country Club Denver, VS                                          | Verenigde Staten               | 14½   | 3½    | Verenigd Koninkrijk en Ierland | Verenigde Staten Betty Probasco Ierland Marie O'Donnell                |
| 1980                                                   | St Pierre Golf & Country Club Chepstow, Wales                           | Verenigde Staten               | 13    | 5     | Verenigd Koninkrijk en Ierland | Verenigde Staten Nancy Roth Syms Engeland Carol Comboy                 |
| 1978                                                   | Apawamis Club Rye, New York, VS                                         | Verenigde Staten               | 12    | 6     | Verenigd Koninkrijk en Ierland | Verenigde Staten Helen Sigel Wilson Engeland Carol Comboy              |
| 1976                                                   | Royal Lytham & St Annes Golf Club Lytham St Annes, Lancashire, Engeland | Verenigde Staten               | 11½   | 6½    | Verenigd Koninkrijk en Ierland | Verenigde Staten Barbara McIntire Schotland Belle Robertson            |
| 1974                                                   | San Francisco Golf Club San Francisco, Californië, VS                   | Verenigde Staten               | 13    | 5     | Verenigd Koninkrijk en Ierland | Verenigde Staten Sis Choate Schotland Belle Robertson                  |
| 1972                                                   | Western Gailes Golf Club Ayrshire, Schotland                            | Verenigde Staten               | 10    | 8     | Verenigd Koninkrijk en Ierland | Verenigde Staten Jean Ashley Crawford Engeland Frances Stephens        |
| 1970                                                   | Brae Burn Country Club West Newton, Massachusetts, VS                   | Verenigde Staten               | 11½   | 6½    | Verenigd Koninkrijk en Ierland | Verenigde Staten Carolyn Cudone Engeland Jeanne Bisgood                |
| 1968                                                   | Royal County Down Golf Club Newcastle, Noord-Ierland                    | Verenigde Staten               | 10½   | 7½    | Verenigd Koninkrijk en Ierland | Verenigde Staten Evelynn Monsted Noord-Ierland Zara Bolton             |
| 1966                                                   | The Homestead Hot Springs, Virginia, VS                                 | Verenigde Staten               | 13    | 5     | Verenigd Koninkrijk en Ierland | Verenigde Staten Dorothy Germain Porter Noord-Ierland Zara Bolton      |
| 1964                                                   | Royal Porthcawl Golf Club Porthcawl, South Wales                        | Verenigde Staten               | 10½   | 7½    | Verenigd Koninkrijk en Ierland | Verenigde Staten Helen Hawes Engeland Elsie Corlett                    |
| 1962                                                   | Broadmoor Golf Club Colorado Springs, Colorado, VS                      | Verenigde Staten               | 8     | 1     | Verenigd Koninkrijk en Ierland | Verenigde Staten Polly Riley Engeland Frances Stephens                 |
| 1960                                                   | Lindrick Golf Club Worksop, Nottinghamshire, Engeland                   | Verenigde Staten               | 6½    | 2½    | Verenigd Koninkrijk en Ierland | Verenigde Staten Mildred Prunaret Engeland Maureen Garrett             |
| 1958                                                   | Brae Burn Country Club West Newton, Massachusetts, VS                   | Verenigd Koninkrijk en Ierland | 4½    | 4½    | Verenigde Staten               | Verenigde Staten Virginia Dennehy Ierland Daisy Ferguson               |
| 1956                                                   | Prince's Golf Club Sandwich, Kent, Engeland                             | Verenigd Koninkrijk en Ierland | 5     | 4     | Verenigde Staten               | Verenigde Staten Edith Flippin Noord-Ierland Zara Bolton               |
| 1954                                                   | Merion Golf Club Ardmore, Pennsylvania, VS                              | Verenigde Staten               | 6     | 3     | Verenigd Koninkrijk en Ierland | Verenigde Staten Edith Flippin Ierland Baba Beck                       |
| 1952                                                   | Muirfield Schotland                                                     | Verenigd Koninkrijk en Ierland | 5     | 4     | Verenigde Staten               | Verenigde Staten Aniela Goldthwaite Engeland Katherine Cairns          |
| 1950                                                   | Country Club of Buffalo Williamsville, New York, VS                     | Verenigde Staten               | 7½    | 1½    | Verenigd Koninkrijk en Ierland | Verenigde Staten Glenna Collett Vare Engeland Diana Fishwick Critchley |
| 1948                                                   | Royal Birkdale Golf Club Southport, Engeland                            | Verenigde Staten               | 6½    | 2½    | Verenigd Koninkrijk en Ierland | Verenigde Staten Glenna Collett Vare Engeland Doris Chambers           |
| 1940-1946: Niet gespeeld wegens de Tweede Wereldoorlog |                                                                         |                                |       |       |                                |                                                                        |
| 1938                                                   | Essex Country Club Manchester, Massachusetts, VS                        | Verenigde Staten               | 5½    | 3½    | Verenigd Koninkrijk en Ierland | Verenigde Staten Frances Stebbins Schotland R. H. Wallace-Williamson   |
| 1936                                                   | King's Course Gleneagles, Schotland                                     | Verenigde Staten               | 4½    | 4½    | Verenigd Koninkrijk en Ierland | Verenigde Staten Glenna Collett Vare Engeland Doris Chambers           |
| 1934                                                   | Chevy Chase Club Chevy Chase, Maryland                                  | Verenigde Staten               | 6½    | 2½    | Verenigd Koninkrijk en Ierland | Verenigde Staten Glenna Collett Vare Engeland Doris Chambers           |
| 1932                                                   | The Wentworth Club Virginia Water, Engeland                             | Verenigde Staten               | 5½    | 3½    | Verenigd Koninkrijk en Ierland | Verenigde Staten Marion Hollins Engeland Joyce Wethered                |

## Trivia
- Eenmaal hebben moeder en dochter in de Curtis Cup gespeeld, weliswaar niet gelijktijdig. Dit waren Jane Booth (1970-72-74) en Kellee Booth (1996-1998) uit de Verenigde Staten. In 2000 was Jane de Amerikaanse captain.
- Anne Sander heeft van 1958 tot 1990 in bijna elke editie in het Amerikaanse team gespeeld.